# 청람천문대
청람천문대(靑藍天文臺, Cheongnam Astronomical Observatory)는 대한민국 충청북도 청주시 흥덕구 강내면에 위치한 천문대이다. 한국교원대학교 캠퍼스 내에 위치한다.

## 관련 사항
- 운영 : 한국교원대학교 및 지구과학 관계자들
- 시설 : 관측기기실, 연구실, 강의실, 관측준비실, 관측대기실, 교육연구실

## 주요 행사
- 어린이날 천문대 관람 및 태양흑점 관찰[1]
- 금성 태양면 통과 관측 행사[2]
- WISE 천문우주캠프 개최[3]
- 매분기 천문대&오송공개관측회 행사
- 교내 학회사진전